# Castello di Hikone
Il castello di Hikone (彦根城?, Hikone-jō) è un castello giapponese situato a Hikone, nella prefettura di Shiga, Giappone.

## Storia

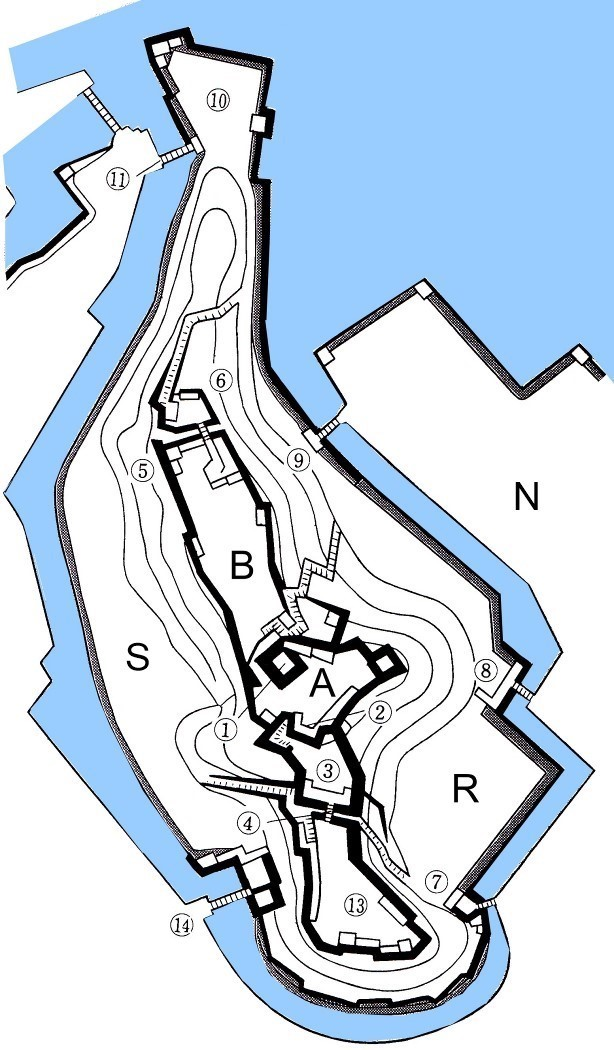
Pianta del castello

La costruzione del castello iniziò nel 1603 all'inizio del periodo Edo per volontà di Ii Naokatsu, figlio del Daimyō Ii Naomasa. Il maschio era stato originariamente costruito nel 1575, come parte del castello di Ōtsu, poi trasferito a Hikone dal clan Ii. Altre parti del castello provengono dal castello di Nagahama. Il castello venne completato nel 1622. Nel frattempo, le terre di Naokatsu vennero acquisite dallo shogunato Tokugawa e solo quando suo fratello Ii Naotaka prese il controllo della provincia di Ōmi, il castello venne completato recuperando le pietre dal vecchio castello di Sawayama.
Quando l'era Meiji iniziò nel 1868, molti castelli vennero distrutti e solo su richiesta dell'Imperatore il castello venne risparmiato. 
Il torrione principale del castello di Hikone è stato designato Tesoro nazionale del Giappone, mentre altre parti del castello sono state classificate Beni culturali importanti nipponici.
Dal 1992 è nella lista delle candidature a Patrimonio dell'umanità UNESCO.